# Zvjezdan Cvetković
Zvjezdan Cvetković (cyr.: Звјездан Цвeткoвић, ur. 18 kwietnia 1960 w Karlovacu, zm. 27 lutego 2017 w Zagrzebiu) – chorwacki piłkarz występujący na pozycji obrońcy. Reprezentant Jugosławii. Trener piłkarski. Brat innego piłkarza, Borislava Cvetkovicia.

## Kariera klubowa
Cvetković karierę rozpoczynał w sezonie 1980/1981 w pierwszoligowym Dinamie Zagrzeb. W sezonie 1981/1982 zdobył z nim mistrzostwo Jugosławii, a w sezonie 1982/1983 - Puchar Jugosławii. Graczem Dinama był przez siedem sezonów. W 1987 roku przeszedł do niemieckiego SV Waldhof Mannheim. W Bundeslidze zadebiutował 18 września 1987 w zremisowanym 0:0 meczu z 1. FC Köln. 14 maja 1988 w zremisowanym 2:2 pojedynku z Bayerem Uerdingen zdobył pierwszą bramkę w Bundeslidze. W Waldhofie spędził trzy sezony. W 1990 roku Cvetković odszedł do włoskiego Ascoli Calcio, gdzie rok później zakończył karierę.

## Kariera reprezentacyjna
W reprezentacji Jugosławii Cvetković zadebiutował 17 listopada 1982 w wygranym 1:0 meczu eliminacji mistrzostw Europy 1984 z Bułgarią. 15 grudnia 1982 w zremisowanym 4:4 pojedynku tych samych eliminacji z Walią strzelił swojego jedynego gola w kadrze. W latach 1982–1987 w drużynie narodowej rozegrał 9 spotkań.